# Stokely Hathaway
Stokely Hathaway (12 de noviembre de 1990) es un mánager de la lucha libre profesional y un luchador ocasional estadounidense que actualmente trabaja en All Elite Wrestling (AEW) como mánager usando su nombre real. Trabajaba para la WWE en la marca NXT 2.0 como mánager, usando el nombre de Malcolm Bivens. También es conocido por su trabajo en EVOLVE y Ring of Honor.

## Carrera en lucha libre profesional

### Ring of Honor (2014-2015)
El 18 de abril de 2014, Hathaway tuvo el primer combate de su carrera en Ring of Honor, haciendo equipo con Moose para desafiar sin éxito a The Brutal Burgers. Pronto se convirtió en miembro del stable heel de Prince Nana, The Embassy. Adoptó el papel de mánager y actuó durante un tiempo bajo el nombre de Ramon, donde dirigió principalmente a Moose. El 28 de marzo de 2015, Hathaway hizo su última aparición en ROH. 

### Circuito independiente (2016-2019)
Stokely Hathaway comenzó a aparecer en el circuito independiente en 2016 después de abandonar Ring of Honor. En el circuito independiente trabajó para compañías como Beyond Wrestling entre otras. En el circuito independiente, Hathaway dirigió un grupo llamado "The Dream Team", que consistía en Maxwell Jacob Friedman (MJF), Faye Jackson, la primera dama del Dream Team y Thomas Sharp. Mientras estaba en el circuito independiente, Hathaway tuvo una rivalidad con Orange Cassidy.

### EVOLVE (2016-2018)
El 2 de abril de 2016, Hathaway debutó en EVOLVE en EVOLVE 59, como mánager de TJP, donde desafió sin éxito a Tommy End. Rápidamente, Hathaway se convirtió en miembro del stable líder de EVOLVE, Catch Point, permaneciendo en un puesto de mánager. Hathaway tuvo su primer combate en EVOLVE en EVOLVE 110, donde hizo equipo con Chris Dickinson y Dominic Garrini en un esfuerzo por perder contra The Skulk. En EVOLVE 111, Hathaway hizo equipo con Dickinson, donde desafiaron sin éxito a Tracy Williams. Las carreras de Hathaway y Williams estuvieron en juego en un «I Quit» match, y la carrera de Hathaway con EVOLVE terminó como resultado de su derrota. Aunque Hathaway tuvo que abandonar EVOLVE después de EVOLVE 111, hizo una aparición sorpresa el 8 de septiembre de 2018, donde desafió sin éxito a Chris Dickinson, su última aparición en EVOLVE.

### Major League Wrestling (2017-2018)
En 2017, Hathaway comenzó en Major League Wrestling (MLW) como mánager de Black Friday Management. Hathaway dirigió a Low Ki durante el tiempo anterior a Major League Wrestling, y aseguró su contrato televisivo con BeIN Sports en marzo de 2018. Debido a que ya tenía un contrato televisivo con EVOLVE, Stokley Hathaway, Matt Riddle, Darby Allin y Priscilla Kelly tenían que dejar MLW una vez que comenzaron sus grabaciones de televisión. MLW eliminó a Hathaway de la televisión al ser secuestrado por secuestradores al azar. Más tarde, en 2018, Hathaway reapareció en MLW en la multitud, sin embargo, después de esa sola aparición, no volvió a aparecer en la televisión de MLW. 

### WWE (2019-2022)
El 11 de marzo de 2019, WWE anunció la firma de Hathaway, revelando que ya estaba en el WWE Performance Center. El 22 de marzo, Hathaway debutó en un evento en vivo de NXT bajo el nombre de Court Moore, como mánager de Babatunde. En un evento en vivo de NXT el 12 de abril, Hathaway logró que Jermaine Haley (antes conocido como Jonah Rock) ganara contra Eric Bugenhagen. En el evento en vivo de NXT del 16 de mayo, Hathaway comenzó a llamarse Malcolm Bivens. En el episodio del 25 de marzo de 2020 de NXT, Bivens debutó representando a Rinku Singh y Saurav Gurjar, quienes atacaron a Matt Riddle. La semana siguiente, Bivens los presentó como Indus Sher mientras se los conocía colectivamente como Bivens Enterprises.
Bivens fue liberado de su contrato por WWE el 29 de abril de 2022. Según informes, rechazó una oferta de renovación de contrato antes de su liberación.

### All Elite Wrestling (2022-presente)
Stokely Hathaway debutó en All Elite Wrestling en Double or Nothing. Apareció al final de la lucha entre Jade Cargill y Anna Jay, alineándose con Cargill.

## Campeonatos y logros
- Alpha-1 Wrestling
  - A1 Outer Limits Championship (1 vez)